# プーッコ
プーッコ（フィンランド語: Puukko）はフィンランドの伝統的なフィンランド様式、スカンジナビア様式のナイフ。木工、釣、料理などの道具として使われるほか、武器としても使われる。ハンティングナイフの一つ。プーッコという語は英語に受容されつつある。

## 形状

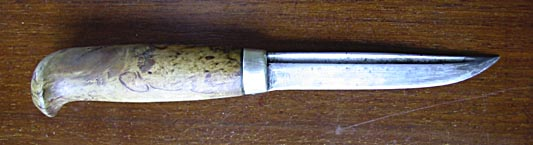
伝統的なカバの柄を持つプーッコ。

プーッコは一般的なナイフである。片刃で、刃のほうが反っており峰側は平らである。このため、峰のほうを手のひらや親指で押すことができる。削り刀、釣師や猟師の下ごしらえ用の小刀として使われる。いくつかのプーッコは上向きか下向きに曲がった特徴があり、どんな使用目的であるか次第である。狩用のプーッコの先端はたいてい下のほうに曲がっており、これはより皮を剥ぎやすく、簡単に捌きやすく、より獲物が汚れにくくする効果がある。刃の部分部分は短く、たいていは柄と同じくらいの長さである。釣師用のものには魚のはらわたを素早く処理できるように小さいあり継ぎがあるものも存在する。
たいていのプーッコは僅かなショルダーがあるがチョイルはない。刃部が終わり、柄の始まる場所が、もっとも力が加えられる。大抵手が刃部へ落ちるのを防止する鍔がない。しかし元来切るための道具であり、突く武器として考えられていないため、それほど重要な問題ではない。魚や猟の獲物のはらわたを取り除くといったような、ナイフや手が濡れる可能性がある場合、柄部に鍔が彫られる。伝統的な長さのプーッコはおおよそ手のひらの幅ほどの大きさであり、90-120mm程度である。彫刻家、狩猟家、皮細工師などはより短い刃が有用とされ、建具師、大工、建設業者などは長いほうがより有用である。野外生活者のサーミ人のナイフであるレウクは刃の長さが400mmほどあり、歴史的なヴァキプーッコはマチェテやスクラマサクスの短剣より大きく500mmほどある。
工場製、手製の両方がしばしば積層構造で作られている。鋼（伝統的には褐鉄鉱から作られるるつぼ鋼）の薄い層が二枚の軟金属の層にはさまれている。これにより、刃を砕けにくくし、砥ぎの反復を容易にしている。19世紀以前、ほとんど全てのフィンランドの鉄は褐鉄鉱から木炭高炉で作られていた。産出物はとても純度の高く、質の高い鉄で、るつぼ鋼に好都合なものであった。今日では炭素鋼と特殊鋼の両方が使用されている。鉄の品質改善によって刃は軽く、強くなってきている。
伝統的な柄の材料はカバノキである。そのほかナラ、マツ、ヘラジカやトナカイの角、鯨歯細工、骨などが使われる。時にはいくつかの材料から作られている。しかし、現在の工業的に作られたプッコの場合、柄はプラスチックで作られていることが多い。
フィンランドや北スカンジナビアの多くの人は自尊心をプーッコの柄の彫刻につぎ込む。世代を超えて、このナイフは北欧文化と親密に結びつき、いくつかの方式が多くの民族服の一部になっている。良いプーッコは芸術的表現力と道具の双方が等しい。作るためには刀鍛冶だけでなく、彫刻家、宝石職人、デザイナー、鞘を作る皮細工師など多数の技能者が必要である。また、あなたがカバ樹皮を紡ぐ難しい技術を心得ているなら、それを使う機会にもなる。最もすばらしいプーッコはダマスカス鋼の刃を持っており、気泡鋼を使って刃を鍛造することは鍛冶職人の特徴と考えられていた。この工法はウーツ鋼を作る過程と同じく、1980年代フィンランドで再発見され、いくつかの鍛冶職人はウーツ鋼からプーッコを作っている。

## 使用

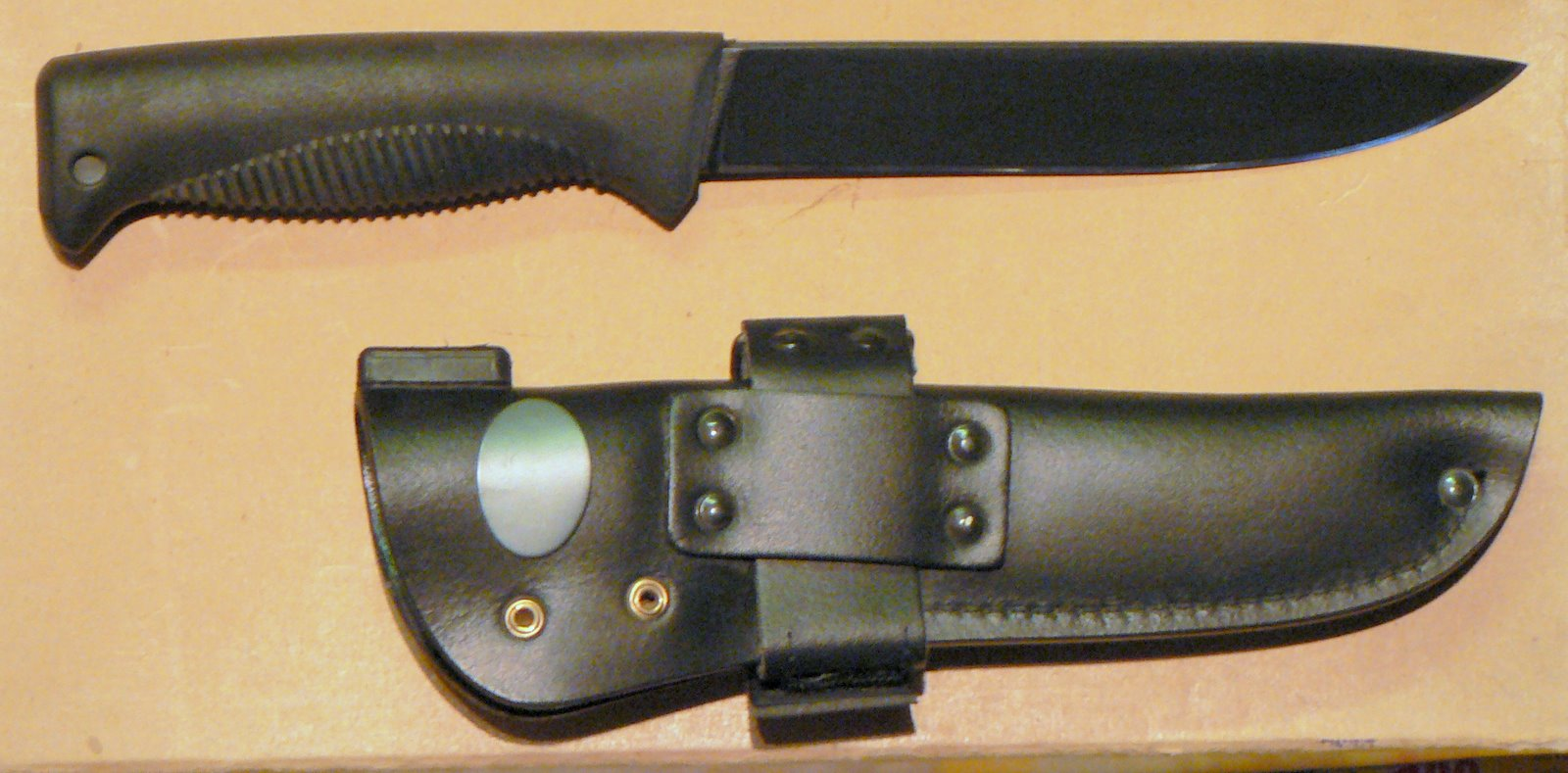
現代の"Sissipuukko"（警備隊プーッコ）。軍用にされている

男性と女性用のプーッコに大きな違いはない。違いといえば女性用のプーッコは大抵短く、鞘に飾りがあり、より調理用にあっている。ボーイスカウト、ガールスカウトともにプーッコは手ごろな道具として、彼らの活動のシンボルと考えられている。フィンランドではプレゼントや贈り物として良いプーッコをもらうことはとても名誉なことと考えられている。
北欧では、プーッコは「日用」ナイフであり、狩猟、釣、庭仕事のために倉庫で箱を開けるため、といたるところで使われる。現在多くの伝統的なプーッコは手工業として、あるいはそれに近い規模で多くの会社が製作している、Marttiini社とIisakki Järvenpää Oy社がもっとも有名である。武器として使えるような鋭いものに関しては1977年からフィンランドで禁止されるようになった。以来、プーッコは公的な場所で見られることが少なくなり、家事、狩猟、釣などに使用を制限されている。建築のような多くの産業では、プーッコはスウェーデンのモーラ・ナイフと多様なコピー品に置き換えられていった。これらのナイフはプーッコに似ていたがより安く、長持ちしないものであった。モーラナイフのハンドルはたいていがプラスチックで、刃はステンレス鋼か、鋼をやわらかい鉄で挟んだ積層構造であった。フィンランドではこれらのナイフはいつしかプーッコと同じような意味を持つようになったが、大抵はプーッコと分けるためにモーラと呼ばれている。
フィンランドにおいては一定の長さを超える刃物を許可なし、あるいは職業上の理由なしに公の場で持ち運ぶことは禁止されている。現在都市部でプーッコをもっている姿を一般的に見ることができるのは地元の守備隊だけである。プーッコはフィンランド陸軍の規則を破ることなく兵士の戦闘道具として公然と装着されている唯一の民間道具であり、大抵の徴募兵たちは入営の際に私物のプーッコを持ってくる。これはフィンランドの徴募兵の習慣となっており、下士官、士官候補生は一部の軍服同様、飾り付きで彫刻のある記念用プーッコを授与される。これは記念短剣と似ている。これは手ごろな道具として持ち運ぶために合理化されており、また、象徴的な携行武器の役目も持っている。
冬戦争・継続戦争の当時、ソビエト連邦のプロパガンダポスターではプーッコがフィンランド兵を象徴する持ち道具として描かれていたが、プーッコは実戦においてよい近接武器であることが判明した。戦後になり、Rk 62アサルトライフルの銃剣はプーッコとしての機能を持つように作られた。
純法律上の規制がことさらに厳しく実施されていない時代、プーッコはもっとおおっぴらに持ち運ばれていた。建築労働者はまれにプーッコを作業服につるしたまま食堂に行く。北部では村の店に買い物に行くときにプーッコを含む猟服を着ていくことも珍しくない。
プーッコはフィンランド語の言語動詞である「puukottaa」の元となっておりこれは「突刺す」という意味を持っている。